# Christian Kjær
|  | For politikeren Christian Albert Kjær (1825-1877), se C.A. Kjær |
Poul Christian Tage Kjær (født 22. april 1943 i København) er en dansk forretningsmand, tidligere advokat og tidligere konservativ politiker. Han er medejer af cementkoncernen FLSmidth & Co. A/S. Kjær er søn af overkirurg Tage Kjær og hans søster Bente var en årrække gift med Poul Bundgaard.
Han blev student fra Haslev Kostskole 1963 og cand.jur. 1972, hvorefter han var advokatfuldmægtig hos Karoly Nemeth og Ole Jeppesen indtil 1976, hvor han fik egen advokatvirksomhed (møderet for Landsret 1977, for Højesteret 1982).
I kraft af sin tilknytning til FLSmidth har Christian Kjær haft en række bestyrelsesposter. Han har været bestyrelsesformand i NKT 1990-2013 (næstformand fra 1987) og var tidligere bestyrelsesformand for Faxe Kalkbrud og Aalborg Portland. Han har desuden været bestyrelsesmedlem i FLSmidth & Co. A/S, A/S Potagua, Forenede Assurandører samt Dansk Eternit-Fabrik A/S. Han sidder også i bestyrelsen for Allan Hugo Norman Rahr Christensens Fond, Christian Kjærs Familiefond og Familien Kjærs Fond.
Christian Kjær var med på det hold der vandt det danske holdmesterskab i ridebanespringning i 1964, holdet var Sportsrideklubbens 2.hold, der bestod af Christian Kjær på "Telstar", Per Siesbye på "Regina", John Jensen på "Golfsonne" og Alice Borgfeldt på "Copyright".

## Politiker
Han var ved kommunevalget i (2005) De Konservatives spidskandidat til kommunevalget i Rudersdal Kommune, men Venstres kandidat Erik Fabrin vandt valget og blev borgmester. Ved kommunevalget i 2009 stillede han ligeledes op for de konservative i Rudersdal kommune, nu som nummer 21 på listen. På trods af dette blev han valgt ind i byrådet.
I 2000 blev Kjær udnævnt til Ridder af 1. grad af Dannebrog. I 2005 blev Kjær, der var en nær ven af regentparret og jagtkammerat med prins Henrik, tillige udnævnt til kammerherre. Disse titler blev frataget ham i maj 2019 pga. en fængselsdom. 

## Privat
Christian Kjærs første ægteskab var med balletdanserinden Fritzy Koch, med hvem han fik sønnen Philip. I 1988 giftede Kjær sig med Janni Spies, der i den forbindelse tog sin mands efternavn. De fik datteren Michala og sønnen Christopher. Ægteskabet varede i 20 år til skilsmissen i 2008. I 2014 giftede han sig med den 27 år yngre Susan Astani, med hvem han fik sønnen Alexander.

## Påkørsel
Den 21. februar 2019 blev Christian Kjær ved retten i Lyngby idømt 30 dages betinget fængsel, en bøde på 10.000 kroner og frakendt retten til kørekort i 1 år for brud på færdsels- og straffeloven efter at han den 18. august 2018 med lav fart påkørte en official ved et cykelløb.
Kjær har efterfølgende udtalt, at han føler sig uretfærdigt behandlet i Danmark, hvorfor han har valgt at flytte med familien til Schweiz efter dommen for påkørslen. De er siden flyttet tilbage til Danmark.